# Amor de otoño
 Amor de otoño es una película de Argentina filmada en colores dirigida por José Conrado Castelli sobre su propio guion escrito sobre el cuento La cigarra, de Anton Chejov que se estrenó el 28 de noviembre de 1996 y que tuvo como actores principales a Héctor Gióvine, María Marchi, Ricardo Alanis y  Alejandro Duncan

## Sinopsis
Basado en un relato de Chéjov con adaptación a esta época, una señora madura replantea su matrimonio durante un paseo campestre con amigos.

## Reparto
- Héctor Gióvine
- María Marchi
- Ricardo Alanis …Castro Rendón
- Alejandro Duncan
- Celia Camus
- Néstor Franco
- Gustavo Balbuena
- Gustavo García
- Carolina Larghi
- Mauro Libaak
- Matías Zundell
- Santiago Javier Cacace
- Patricio Lemdfer
- Noelia Neris Rodríguez
- Gustavo Adolfo Guzmán

## Comentarios
El Amante del Cine escribió:

«Estuvo boyando una semana en el bazar de las sorpresas: nuestro Complejo de cine argentino. Aquí nadie la vio.»

Manrupe y Portela escriben:

«No solo fallida en la dirección de actores, idos en gestos morosos y vacíos existenciales que no interesan a nadie, sino también fallida por empecinarse en “destruir” literalmente el cuento chejoviano inventando estereotipos inútiles…. Una seria candidata a la peor película argentina de la historia.»